# Championnat du Gabon de football 2015
Navigation
Saison précédente Saison suivante
Le championnat du Gabon de football 2015 est la trente-neuvième édition du championnat du Gabon. Ce championnat voit les treize meilleures équipes du pays s'affronter, après la rétrogradation de l'AC Bongoville. Elles sont regroupées au sein d'une poule unique où elles s'affrontent à deux reprises, à domicile et à l'extérieur. En fin de saison, les deux derniers du classement sont relégués et remplacés par les trois meilleurs clubs de deuxième division.
C'est l'AS Mangasport, tenant du titre, qui est à nouveau sacrée cette saison après avoir terminé en tête du classement final, avec vingt points d'avance sur Missile FC. Le CF Mounana, complète le podium. Il s'agit du huitième titre de champion du Gabon de l'histoire du club.

## Les participants
Légende des couleurs
- Qualifié pour la Ligue des champions de la CAF 2015
- Qualifié pour la Coupe de la confédération 2015
- Promu

| Club                    | Ville       | Classement 2013-2014 | Stade                | Capacité |
| ----------------------- | ----------- | -------------------- | -------------------- | -------- |
| AS Mangasport           | Moanda      | 1                    | Stade Henri Sylvoz   | 9 500    |
| AS Pélican              | Lambaréné   | 9                    | Stade Jean Nkoumou   | 500      |
| AS Solidarité           | Port-Gentil | 10                   | Stade Piere Claver   | 4 000    |
| AO Cercle Mberi Sportif | Libreville  | 6                    | Stade de Monédan     | 4 000    |
| CF Mounana              | Mounana     | 2                    | Stade de Monédan     | 4 000    |
| Akanda FC               | Akanda      | 5                    | Stade de Nzeng-Ayong | 500      |
| Missile FC              | Libreville  | 4                    | Stade de Monédan     | 4 000    |
| US O'Mbila Nziami       | Libreville  | 8                    | Stade de Monédan     | 4 000    |
| Port-Gentil FC          | Port-Gentil | 10                   | Stade Pierre Claver  | 4 000    |
| US Bitam                | Bitam       | 3                    | Stade Gaton Peyrille | 2 000    |
| US Oyem                 | Oyem        | 7                    | Stade Akouakam       | 500      |
| FC 105 Libreville       | Libreville  | 2(D2)                | Stade Idriss Ngari   | 500      |
| Stade Migovéen          | Lambaréné   | 1(D2)                | Stade Jean Nkoumou   | 1 000    |

## Compétition

### Classement
Le classement du championnat est calculé avec le barème de points suivant :
- Victoire : 3 points
- Match nul : 1 point
- Défaite, abandon ou forfait : 0 point

Deux tickets sont distribués pour les compétitions africaines :
- Le champion se qualifie pour la Ligue des champions de la CAF 2016
- Le vainqueur de la coupe nationale se qualifie pour la Coupe de la confédération 2016. Si le vainqueur de la coupe nationale est déjà qualifié pour la Ligue des champions, le finaliste de la Coupe prend sa place.

| Rang | Équipe                  | Pts | J  | G  | N | P  | Bp | Bc | Diff |
| ---- | ----------------------- | --- | -- | -- | - | -- | -- | -- | ---- |
| 1    | AS MangasportT          | 60  | 24 | 18 | 6 | 0  | 40 | 11 | +29  |
| 2    | Missile FC              | 40  | 24 | 11 | 7 | 6  | 28 | 19 | +9   |
| 3    | CF MounanaC             | 39  | 24 | 10 | 9 | 5  | 28 | 16 | +12  |
| 4    | FC 105 LibrevilleP      | 39  | 24 | 11 | 6 | 7  | 32 | 21 | +11  |
| 5    | Akanda FC               | 38  | 24 | 11 | 5 | 8  | 26 | 23 | +3   |
| 6    | US Bitam                | 33  | 24 | 9  | 6 | 9  | 28 | 26 | +2   |
| 7    | AO Cercle Mberi Sportif | 31  | 24 | 8  | 7 | 9  | 17 | 21 | -4   |
| 8    | AS Pélican              | 30  | 24 | 8  | 6 | 10 | 30 | 25 | +5   |
| 9    | US Oyem                 | 28  | 24 | 7  | 7 | 10 | 23 | 31 | -8   |
| 10   | Stade MigovéenP         | 24  | 24 | 5  | 9 | 10 | 17 | 25 | -8   |
| 11   | Port-Gentil FC          | 24  | 24 | 7  | 3 | 14 | 23 | 42 | -19  |
| 12   | AS Solidarité           | 22  | 24 | 6  | 4 | 14 | 22 | 39 | -17  |
| 13   | US O'Mbila Nziami       | 20  | 24 | 5  | 5 | 14 | 24 | 39 | -15  |

|  | Qualification pour la Ligue des champions de la CAF 2016               |
|  | Qualification pour la Coupe de la confédération 2016                   |
|  | Relégation directe en deuxième division                                |
|  | T : Tenant du titre C : Vainqueur de la Coupe du Gabon P : Promu de D2 |

## Bilan de la saison
| Championnat du Gabon de football 2015                             |                                          |
| Champion                                                          | AS Mangasport (8e titre)                 |
| Coupes et trophées                                                |                                          |
| Vainqueur de la Coupe du Gabon 2015                               | CF Mounana                               |
| Qualifications continentales                                      |                                          |
| Ligue des champions de la CAF 2016                                | AS Mangasport                            |
| Coupe de la confédération 2016                                    | CF Mounana                               |
| Promotions et relégations                                         |                                          |
| Promus en Championnat du Gabon de football                        | Olympique de Mandji                      |
| Promus en Championnat du Gabon de football                        | Nguen'Asuku FC                           |
| Promus en Championnat du Gabon de football                        | AS Stade Mandji                          |
| Relégués en Championnat du Gabon de football de deuxième division | AS Solidarité                            |
| Relégués en Championnat du Gabon de football de deuxième division | Union Sportive O'Mbila Nziami Libreville |

## Statistiques
| Rang | Joueur          | Club           | Buts |
| ---- | --------------- | -------------- | ---- |
| 1    | Casimir Ninga   | AS Mangasport  | 10   |
| 2    | MBoussougou Joe | Port-Gentil FC | 9    |
| 3    | Meye Axel       | Akanda FC      | 9    |

| Rang | équipe     | Points | Jaune | Rouge |
| ---- | ---------- | ------ | ----- | ----- |
| 1    | US Bitam   | 12     | 4     | 0     |
| 2    | CF Mounana | 15     | 5     | 0     |
| 3    | AS Pélican | 18     | 6     | 0     |